# Adolf Martens
Adolf Karl Gottfried Martens (Bakendorf, 6 marzo 1850 – Groß-Lichterfelde, 24 luglio 1914) è stato un ingegnere e inventore tedesco.

## Biografia
Martens studiò costruzioni di macchine, presto si interessò dei materiali con le quali venivano costruite e dell'esame degli stessi. Nel 1879 divenne professore alla Technischen Hochschule Charlottenburg. Fu per lungo tempo direttore Mechanisch-Technischen Versuchsanstalt e dal 1884, direttore prove materiali. Martens fu uno dei padri della scienza dei materiali e fondò la scienza del controllo non distruttivo in Germania. Fu uno dei pionieri nell'uso del microscopio per la prova dei metalli e per definire la costituzione delle leghe metalliche. Nel 1899 pubblicò il manuale Handbuch der Materialkunde. Costruì macchine prova materiali, misurando la durezza dei non metalli, così come il punto di fiamma di liquidi infiammabili, gli indici di tali parametri vennero chiamati Martens e Pensky-Martens.
Fondò il Königlichen Materialprüfungsamtes, oggi Bundesanstalt für Materialforschung und -prüfung (BAM). Martens fu socio della Königlich-Preußische Akademie der Wissenschaften di Berlino. In suo onore è chiamata la forma allotropica metastabile dell'acciaio dopo raffreddamento repentino, la Martensite. Nel 2003 viene definito lo standard ISO della durezza secondo sclerometro di Martens. In suo nome ogni due anni viene conferito dalla Adolf-Martens-Fonds e.V. il premio Adolf-Martens-Preis per la ricerca nella scienza dei materiali. È sepolto presso il Friedhof Dahlem.

## Omaggi
- Il cognome di Adolf Karl Gottfried Martens è impiegato per definire un particolare tipo di struttura dell'acciaio: la martensite.